# Skaner

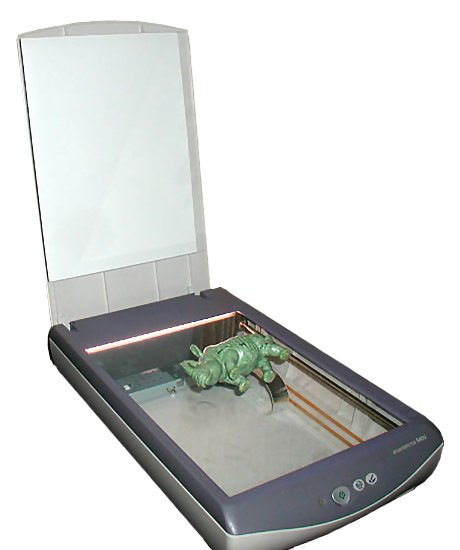
Skaner płaski

Skaner – urządzenie służące do przebiegowego odczytywania: obrazu, kodu paskowego lub magnetycznego, fal radiowych itp. do formy elektronicznej (najczęściej cyfrowej). Skaner przeszukuje kolejne pasma informacji odczytując je lub rejestrując. Nie jest to więc zwykły czytnik, a czytnik krokowy (np. skaner obrazu nie rejestruje całego obrazu w jednej chwili, zamiast tego rejestruje kolejne linie obrazu – dlatego głowica czytająca skanera przesuwa się lub skanowane medium pod nią). Nazwa skanera jako czytnika przebiegowego często przenoszona jest na czytniki nieprzebiegowe (np. elektroniczne).

## Optyczny
Skaner optyczny w komputerach to peryferyjne urządzenie wejściowe umożliwiające przetworzenie statycznego obrazu rzeczywistego obiektu (np. kartka, powierzchnia ziemi, siatkówka ludzkiego oka) do postaci cyfrowej, w celu dalszej obróbki komputerowej. Plik komputerowy powstający w wyniku skanowania jakiegoś obrazu nosi nazwę skan. Skanery optyczne stosuje się w celu przygotowania do obróbki graficznej obrazu (DTP), rozpoznawania pisma, w systemach zabezpieczeń i kontroli dostępu, archiwizacji dokumentów i zbiorów starodruków, badaniach naukowych, medycznych itd.
Skanery optyczne kodów kreskowych są powszechnie stosowane w szeroko pojętej logistyce do szybkiego i automatycznego odczytywania informacji o produktach. Najczęściej spotykane są w kasach sklepowych, magazynach części zamiennych, a także w kasach pocztowych (odczytywanie informacji z rachunków) czy w bibliotekach (identyfikacja książek i klientów). 

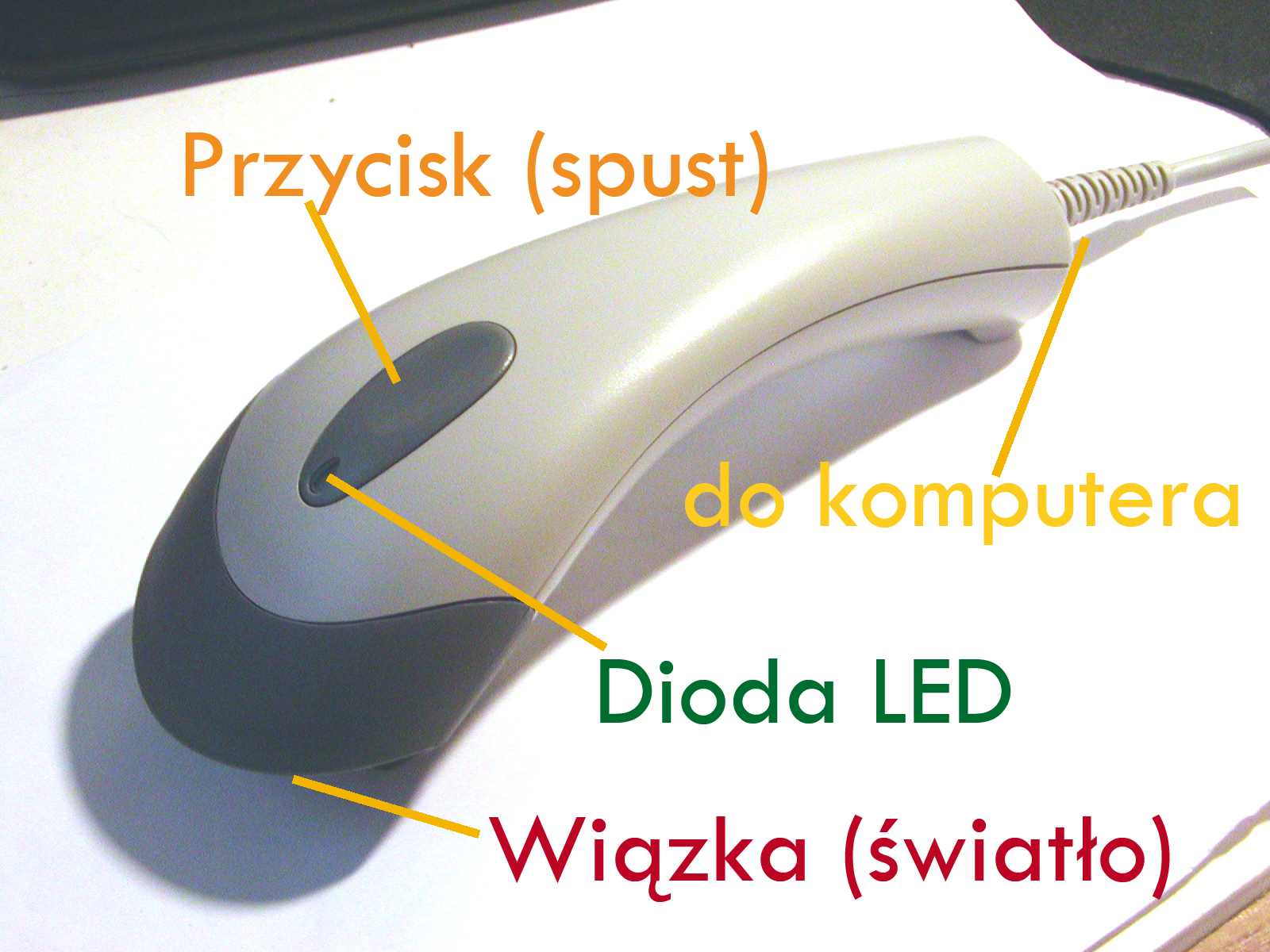
Ręczny skaner kodów kreskowych

Rodzaje skanerów:
- skaner ręczny
- skaner płaski
- skaner bębnowy
- skaner do slajdów
- skaner do filmów
- skaner kodów kreskowych
- skaner 3D (przestrzenny)
- skaner książek
- skaner lustrzany
- skaner pryzmatowy
- skaner światłowodowy

## Magnetyczny
Czytniki te posiadają głowice odczytujące informację zapisaną zwykle na pasku magnetycznym. W ten sposób są zapisane informacje np. na większości kart płatniczych.

## Cyfrowy
Czytnik odczytuje informacje zapisane w obiekcie poprzez bezpośredni styk z układem w obiekcie. W ten sposób jest między innymi realizowana autoryzacja użytkownika komputera za pomocą karty cyfrowej.

## Radiowy
Czytnik drogą radiową (RFID) odczytuje informacje zapisane w obiekcie. Zwykle zasięg takiego czytnika wynosi kilka do kilkunastu centymetrów, choć popularne są także czytniki o zasięgu kilkudziesięciu centymetrów. Ze względu na wygodę użytkowania coraz częściej zastępują rozwiązania oparte na czytnikach magnetycznych np. w systemach kontroli dostępu.
Pojęcie skaner radiowy odnosi się również do szerokopasmowych odbiorników sygnałów radiowych, służących głównie do nasłuchu wszelkich informacji przesyłanych drogą radiową (zwłaszcza analogowego przekazu głosowego).